# 哈吉迪莫沃市鎮

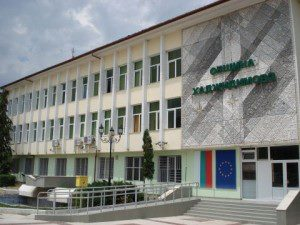

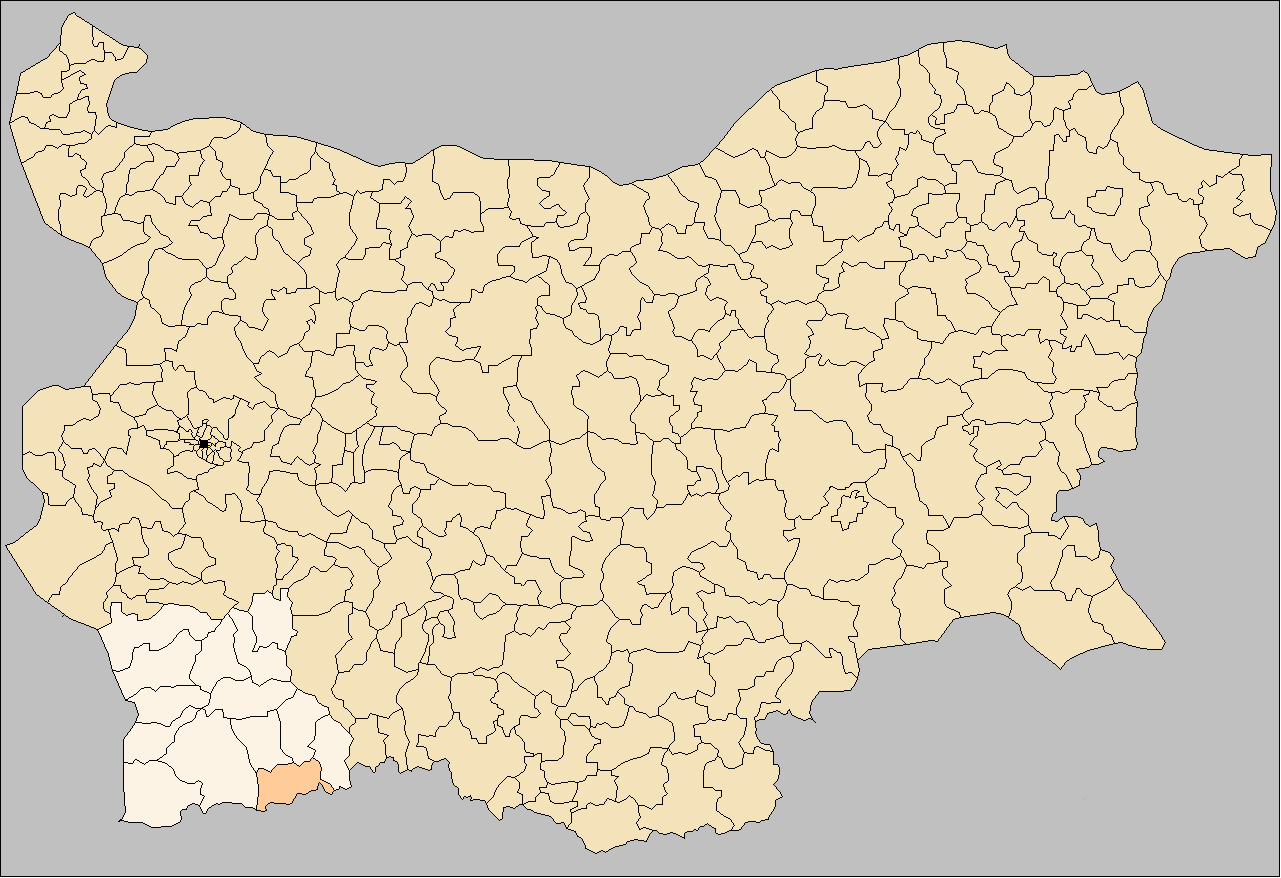

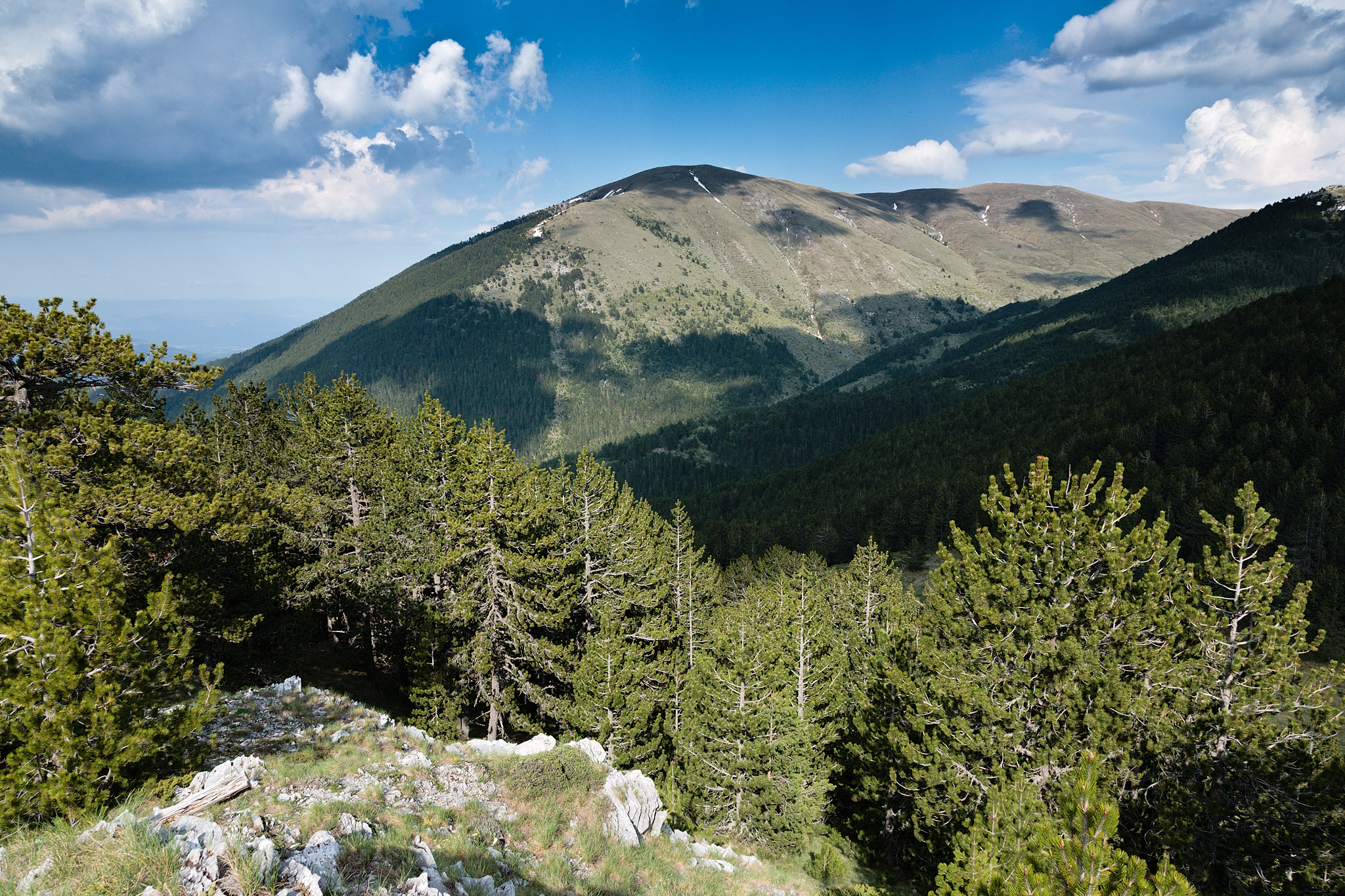

41°31′N 23°52′E / 41.517°N 23.867°E
哈吉迪莫沃市鎮，是保加利亞西南部布拉戈耶夫格勒州的市鎮，行政中心为哈吉迪莫沃，面積327.78平方公里，2011年人口10,091，人口密度每平方公里31人。